# La frontera (serie de televisión)
La frontera es una serie de televisión española de thriller y drama histórico creada por David Zurdo y Luis Marías para La 1 de RTVE y para Prime Video. Está producida por Par Producciones y protagonizada por Javier Rey, Itsaso Arana y Vincent Pérez. Fue estrenada en Prime Video el 13 de junio de 2025, mientras que tiene previsto su estreno en televisión tradicional en La 1 para un futuro próximo.

## Trama
Durante la colaboración entre Francia y España en la lucha contra el terrorismo, y ante la decisión de la cúpula de ETA de no extender sus ataques al país vecino, un pequeño grupo de terroristas disidente de la organización planea cometer un atentado en París para vengarse de los franceses por su colaboración con España. Mario Sanz (Javier Rey), un joven y brillante capitán de la Guardia Civil, se ve obligado a actuar en contra de los intereses del gobierno español y unir fuerza con su homólogo en la policía francesa para detener a los terroristas e impedir el atentado.

## Reparto

### Reparto principal
- Javier Rey como Mario Sanz
- Vincent Pérez como Léon Renaud
- Itsaso Arana como Izaskun Bergara
- Enrique Guaza como Jon Olaberria
- Rebeca Matellán como Edurne Urkiola
- Goize Blanco como Ainhoa Zúñiga
- Amaia Aberasturi como Maia Aguirre
- Pepe Lorente como Sargento
- Mikel Losada como Edorta
- Asier Hernández Landa como Xavier Bergara
- Xabier Leal
- Miguel Uribe
- Juan Gareda
- Aitor Fernandinho
- Silvia Espigado
- Daniel Morato

con la colaboración especial de
- Víctor Clavijo como Antonio Dávila

### Reparto secundario
- Fred Tatien como Olivier Orsini
- Imán Pérez como Adèle García
- Johan Levy como Maurice Martínez
- Karlos Aurrekoetxea como Jack Moreno
- Olaya Caldera como Teresa Ricart
- Alfonso Agra como Armando
- Sophie Millon como Cécile

## Episodios
| N.º | Título      | Dirigido por    | Escrito por | Fecha de emisión original |
| --- | ----------- | --------------- | ----------- | ------------------------- |
| 1   | «Miedo»     | María Pulido    | Luis Marías | 13 de junio de 2025       |
| 2   | «Engaño»    | María Pulido    | Luis Marías | 13 de junio de 2025       |
| 3   | «Traición»  | Yolanda Centeno | Luis Marías | 13 de junio de 2025       |
| 4   | «Dudas»     | Yolanda Centeno | Luis Marías | 13 de junio de 2025       |
| 5   | «De piedra» | María Pulido    | Luis Marías | 13 de junio de 2025       |

## Producción
El 22 de octubre de 2024, se anunció que RTVE y Prime Video estaban desarrollando la serie española La frontera, la cual estaba siendo producida por Par Producciones. Javier Rey, Iria del Río y Vincent Pérez fueron anunciados como los actores protagonistas de la serie. Originalmente, se anunció que la serie tendría seis capítulos, pero cuando la serie se empezó a promocionar, se anunció que el número de capítulos de la serie había sido reducida a cinco. Entre las localizaciones de rodaje se incluye la localidad vasca de Fuenterrabía.

## Lanzamiento y marketing
A finales de mayo de 2025, La 1 comenzó a promocionar la emisión de La frontera en la cadena. El 30 de mayo de 2025, durante el anuncio de sus novedades para junio de 2025, Prime Video programó el estreno de la serie en su plataforma para el 13 de junio de 2025. El 6 de junio de 2025, La 1 anunció que estrenaría la serie en televisión tradicional el 13 de junio de 2025, el mismo día que el lanzamiento en streaming a través de Prime Video. Sin embargo, horas después, La 1 desconfirmó esa fecha en sus promos, mientras que la seguía promocionando para "muy pronto".